# Centro de Estudos Astronômicos de Alagoas
O Centro de Estudos Astronômicos de Alagoas (CEAAL) é uma entidade civil sem fins lucrativos, fundado em 22 de abril de 1989. É composto por profissionais e estudantes de diversas áreas. Tem como objetivo desenvolver atividades de divulgação, de ensino e de pesquisa em Astronomia. O CEAAL foi grupo de Astronomia amador mais premiado no mundo, no ano de 2009, com prêmios internacionais pela International Astronomical Union - IAU , por conta de seus trabalhos  .

## História[5]

### Origem
Sua origem data de 1978, com Genival Leite e Lima, após fazer um curso de iniciação à astronomia em Recife, no Clube Estudantil de Astronomia – CEA. Ao retornar a Maceió, começou a fazer observações solares (contagem de grupos de manchas solares usando projeção) e criou, em sua residência, o Observatório Astronômico Fomalhaut. O instrumento usado era uma pequena luneta de 2″ (5 cm de diâmetro) e f/10, emprestada a ele. Ainda assim Genival foi responsável por alguma divulgação da Astronomia em Alagoas e sempre acolheu todas as pessoas que se interessassem pela ciência. Genival também promoveu alguns cursos de Astronomia, todos introdutórios, compartilhando o que havia aprendido.

### Crescimento do Grupo
Por cerca de dez anos, o grupo promoveu várias atividades, destacando-se cursos de Astronomia (de caráter introdutório), mostras comemorativas ao Dia Nacional da Astronomia (2 de Dezembro) e pernoites de observação. Também foi uma constante, desde o início, ações de divulgação, como levar pessoal e instrumentos (a antiga luneta e mais um ou dois binóculos) para escolas e até praças públicas. Em 1985, através de Genival, o grupo estava sediado no Centro de Ciências de Alagoas – CECIAL, órgão estadual localizado no então Complexo Educacional Antônio Gomes de Barros – CEAGB (hoje novamente denominado de CEPA, seu primeiro nome). O CEPA é uma grande área onde funcionam várias escolas públicas estaduais, mais órgãos de apoio. O CECIAL era um destes órgãos de apoio, com a função de servir como laboratório de ciências para todas as escolas, e também apoiar ações dos professores de ciências.
A integração do grupo de astronomia ao CECIAL foi natural, devido à coincidência de objetivos de ambos os lados. O CECIAL forneceu uma sala para servir de sede para o grupo, e este apoiava o CECIAL em atividades que envolvessem Astronomia e abria suas portas três noites por semana para atender gratuitamente toda a comunidade.
Graças à participação da Secretaria Estadual de Educação, e ao interesse no cometa Halley, foram adquiridos três telescópios refletores newtonianos de 7″ (17,5 cm de diâmetro), usados para várias observações e atividades públicas

### Oficialidade
No início do ano de 1989, ainda no CECIAL, decidiu-se sair da informalidade. Para isso fixou-se o nome de Centro de Estudos Astronômicos de Alagoas – CEAAL, criou-se um estatuto e regimento interno e houve o registro em cartório e publicação em Diário Oficial, adquirindo o CEAAL personalidade jurídica. Adriano Aubert Silva Barros foi o principal articulador deste movimento, e tornou-se o primeiro presidente do CEAAL. Assim como Adriano, todos os associados ao CEAAL que já participavam das atividades antes de 1989 (data oficial de fundação) são chamados sócios-fundadores do CEAAL.

### Parceria com aUFAL
Pouco depois houve o encerramento das atividades do CECIAL, e a sede do CEAAL transferiu-se para o Espaço Cultural da Universidade Federal de Alagoas – UFAL, com quem foi feito um convênio para uma parceria que durou mais alguns anos. Graças à localização do Espaço Cultural, na área central de Maceió, e ao próprio fluxo de pessoas no Espaço, o CEAAL tornou-se muito conhecido e passou a fazer um atendimento ao público muito mais intenso. Alguns vínculos se criaram com órgãos da UFAL, e apesar da iluminação da cidade, o local onde o CEAAL ficava permitia boas observações (como as marcas que o cometa Shoemaker-Levi 9 deixou em Júpiter, após chocar-se com o planeta em 1994).
Aliás, o pátio onde se fazia observações tinha sido concebido exatamente para observações astronômicas, como parte do curso de engenharia civil. Mas há mais de uma década a astronomia havia sido retirada do curso, e o pátio havia sido fechado ou usado para outros fins, até a volta da astronomia com o CEAAL. O próprio Espaço Cultural não existia há muito tempo. Poucos anos antes, ali funcionava a Reitoria da UFAL, onde também havia aulas, o que explica a existência do pátio de observações. A parceria com o Espaço Cultural durou até o ano de 1994, quando o grupo resolveu sair daquele orgão, grato a todos os que haviam contribuído para os trabalhos realizados até então. Por cerca de um ano, o CEAAL não possuiu sede fixa, mudando-se com frequência. Isso contribuiu bastante para a enorme diminuição de frequentadores e visitantes.
Em 1995, o CEAAL recebeu um convite da Usina Ciência para participar de uma parceira com o intuito de divulgar a astronomia. Aceito o convite, o CEAAL inicia assim a atual parceria com a Usina Ciência.
A Usina Ciência é o órgão de extensão da UFAL que reúne grupos ligados à ciência com atividades de divulgação e ensino, apoiando escolas, professores e estudantes (sejam dos Ensinos Fundamental, Médio ou Superior). Exceto o CEAAL, todos os grupos participantes da Usina Ciência (Física, Química etc.), incluindo o seu pessoal, são da própria UFAL (são professores, pesquisadores, bolsistas, alunos e funcionários).

### CEAAL na era da internet
Em 1995, o CEAAL chega à Internet, através da Fundação de Amparo a Pesquisa do Estado de Alagoas – FAPEAL. A Fapeal cedeu espaço para hospedagem do site do CEAAL e acesso discado (o que na época não era tão comum nem fácil como hoje). Isso permitiu ao CEAAL se tornar conhecido fora de Alagoas e atender pela rede um grande número de pessoas, inclusive alguns internautas de fora do Brasil.
Um levantamento feito no início de 1997 mostrou que o CEAAL atendeu a cerca de 4 mil pessoas distintas em 1996 pela Internet (em um total de quase 25 mil páginas acessadas), contra cerca de 1500 pessoas atendidas pessoalmente. Em 1996 e 1997, o acesso a 25 mil páginas por ano era um número muito expressivo para um website brasileiro.
A Internet foi aos poucos influenciando os associados do CEAAL. Hoje, muitos deles estão conectados à rede. A conseqüência natural foi o uso da Internet como acessório da Astronomia. Alguns associados do CEAAL participam de listas de discussão e de outros grupos graças à internet, criando vínculos com a AAVSO (a COEV é muito atuante no CEAAL), REA/Brasil, etc.
A partir de meados de 2009, o site do CEAAL passou a se basear na plataforma Plone, que permite mais facilmente o manuseio e atualização das páginas pelos sócios do CEAAL. A adaptação do site ao Plone foi feita pelo associado Lucas Benevides Viana Amorim.

### Diretoria
O CEAAL tem, dentre seus órgãos, uma Diretoria Executiva, responsável pelas atividades do dia-a-dia e pela administração. Compõem a Diretoria o Presidente do CEAAL, o Vice-Presidente, o Secretário, o Primeiro Tesoureiro e o Segundo Tesoureiro. Desde a fundação, esses foram os Presidentes eleitos para mandatos bianuais:

Adriano Aubert Silva Barros – 1989 a 1991.
Luiz Antônio Santos Medeiros – 1991 a 1993.
Luiz Lima do Nascimento – 1993 a 1995.
Adriano Aubert Silva Barros – 1995 a 1997.
Luiz Lima do Nascimento – 1997 a 2000.
Romualdo Arthur Alencar Caldas – 2000 a 2002.
Romualdo Arthur Alencar Caldas – 2002 a 2004.
Aloísio de Melo Farias Júnior – 2004 a 2006.
Romildo Rodrigues da Gama – 2006.
Romualdo Arthur Alencar Caldas – 2007 a 2008.
Adriano Aubert Silva Barros – 2008 a 2010.
Romualdo Arthur Alencar Caldas – 2010 a 2012.
Romualdo Arthur Alencar Caldas – 2012 a 2014.
David Duarte Cavalcante Pinto – 2014 a 2016.
Em 1999 havia poucos associados efetivamente participando do CEAAL, e sua Assembleia Geral resolveu estender o mandato de todos os eleitos, em vez de proceder uma eleição. O motivo é que, com poucos participantes atuando no CEAAL (muitos associados estavam afastados), uma única chapa poderia ser formada, e com praticamente os mesmos participantes que já estavam da direção.
Estender o mandato de todos por mais um ano deu tempo para vários associados voltarem à atividade, e para aumentar o quadro de associados. Com isso, pode haver uma renovação de toda a direção do CEAAL na eleição realizada no ano 2000.
No final de 2006, o presidente eleito do CEAAL, Romildo Rodrigues da Gama, renunciou ao cargo. Assumiu o Vice-Presidente, Romualdo Arthur Alencar Caldas, que cumpriu o mandato até abril de 2008.

### Premiações
Em 2006, o CEAAL recebeu o Título de Utilidade Pública Municipal, aprovado pela Câmara Municipal de Maceió, tendo sido o projeto de lei levado à votação pelo então vereador Judson Cabral.
Recebeu também, em 2007, o Título de Utilidade Pública Estadual, pela Assembleia Legislativa do Estado, projeto também levado pelo deputado Judson Cabral.
O ano de 2009 foi uma grande celebração mundial da Astronomia. A IAU (União Astronômica Internacional) e a ONU, por meio da UNESCO, o declararam o Ano Internacional da Astronomia (AIA), em comemoração aos 400 anos das primeiras observações astronômicas por telescópio, feitas por Galileu Galilei, em 1609. Os eventos realizados ao longo do ano se constituíram no maior esforço de divulgação científica da história humana, com estimativas de ter alcançado mais de 800 milhões de pessoas em mais de 140 países.
O CEAAL participou com afinco dos eventos globais e nacionais, sob a coordenação de David Duarte Cavalcante Pinto, sendo galardeado com três prêmios internacionais, um nacional e mais uma menção honrosa internacional. O primeiro prêmio internacional foi por ocasião das 100 Horas de Astronomia, um dos programas “pedras-fundamentais” do AIA, quatro dias de atividades intensas e concomitantes em mais de 100 países no mês de abril. O CEAAL teve a honra de ser o vencedor em uma das oito categorias de premiações organizadas pela coordenação global do evento, tendo vencido o prêmio pelo “Maior número de eventos realizados por um único grupo” durante os quatro dias, com 29 eventos ao todo .
Em outubro daquele ano, foi promovido mundialmente o evento Noites Galileanas, intencionado para repetir, no segundo semestre, o sucesso das 100 Horas de Astronomia. Mais uma vez, o CEAAL foi honrado com premiações, sendo duas internacionais, entre as seis categorias organizadas pela comissão global de organização do evento, e uma nacional, distribuída pela organização brasileira do AIA 2009. As premiações internacionais foram pelo “Maior número de eventos realizados por um único grupo” e pela Divulgação/alcance na comunidade”, além de uma menção honrosa na categoria de “maiores números de público em um único evento”. Já a premiação nacional foi pelo maior número de eventos promovidos por um único grupo, que teve como premiação material o telescópio refrator Celestron NexStar SLT 102, acima referido na seção de Equipamentos. Tais premiações tornaram o CEAAL o grupo de Astronomia mais premiado no mundo no ano de 2009 e são o maior reconhecimento que o CEAAL recebeu por seu trabalho em toda a sua história .

### A Ocultação por Varuna e o Manual da AAVSO em Português
No ano de 2010, assume novamente a Presidência do CEAAL, Romualdo Arthur Alencar Caldas, por um período de 2 anos. Mudamos, em Janeiro, para o Observatório Estadual Genival Leite e Lima, no  CEPA, dirigido por Adriano Aubert Silva Barros.
Recebeu, em fevereiro do mesmo ano, a visita de um pesquisador do MIT (EUA) para verificar a veracidade da não-ocultação de uma estrela da Constelação de Gêmeos pelo Asteroide Varuna. Este pesquisador, Matthew Lockhart, usou o telescópio “Piatti”, de 300mm, e uma câmera trazida por ele para registrar o possível evento da ocultação ou confirmar que o fenômeno não seria visto de nossa localização, que foi o resultado obtido. O sócio Edmilson Souza Barreto, pelo telescópio Refrator “Alemão”, de 100mm, também confirmou, visualmente, a não-ocultação.
Ainda neste ano, o CEAAL inicia o projeto de traduzir para a língua portuguesa o Manual de Observação Visual de Estrelas Variáveis da American Association of Variable Stars Observers (AAVSO). Fizeram parte desta tarefa os sócios: David Duarte, Edmilson Barreto, Adriano Aubert, Kizzy Resende e Luís Antônio Medeiros. Ainda no mesmo ano ano, Romualdo Arthur cria o Blog e o Twitter do CEAAL.
Em 2011, após comunicações de David Duarte com funcionária da AAVSO Sara Beck, e sua gentil colaboração para as revisões e formatações finais, o CEAAL termina a tarefa da tradução do Manual da AAVSO, e este é publicado no site da instituição norte-americana.
O CEAAL segue empenhado na realização de seus programas fundamentais, relacionados abaixo.

### Principais Programas Ordinários
Dentre os projetos mais constantes e rotineiros do CEAAL, podemos destacar:
Cursos de Iniciação à Astronomia. Já promoveu mais de 30 edições do CIAst, que tem sido o principal veículo de ensino do CEAAL.
Projeto Assim se vai aos Astros – Sic Itur Ad Astra. Nas semanas de quarto-crescente, levou-se telescópios às praças ou a outros locais públicos. Este projeto é um esforço do CEAAL para a popularização da ciência.
Projeto Descobrindo o Universo – são as palestras que somos solicitados a dar em escolas e até mesmo na universidade.
Observações Públicas – todos os sábados, mantem-se as observações públicas no espaço cedido pelo Observatório Astrônomico Genival Leite e Lima, no CEPA. Das 19:30h as 22:30h, os portões são abertos atendendo e mostrando o céu com os telescópios a todos que nos visitarem.
Palestra da Lua Cheia – mensalmente, no sábado mais próximo da Lua Cheia, é feita uma palestra com tema astronômico, aberta à população, pois nesse dia as observações são reduzidas devido ao brilho intenso da Lua, que prejudica a visualização de quase toda a variedade de objetos celestes.
Operação do Planetário da Usina Ciência – podemos afirmar que muito do que o planetário tem feito pela divulgação da ciência se deve aos esforços do CEAAL. Não fosse o grupo, talvez o planetário não tivesse sido adquirido, uma vez que não haveria ninguém para operá-lo .

### Morte do fundador
Genival Leite Lima, fundador do CEAAL, falece no dia 18 de abril de 2006, vítima de uma parada cardíaca provocada pelo diabetes.

## Ligações Externas
- Página Oficial